# مصطفى سعدون (لاعب كرة قدم)
مصطفى سعدون عبود الكرجي (مواليد 25 مايو 2001) هو لاعب كرة قدم عراقي محترف يلعب كظهير أيمن لنادي القوة الجوية في الدوري العراقي الممتاز ولمنتخب العراق.

## المسيرة الكروية
وُلد سعدون في الكورجي، وقضى مسيرته الشبابية في أكاديمية كرة القدم لنادي إسبانيول في بغداد. في عام 2022، انضم إلى نادي الكهرباء ولعب معه موسمًا واحدًا قبل أن ينضم إلى نادي القوة الجوية في أغسطس 2023.

## المسيرة الدولية
في 13 أكتوبر 2023، شارك سعدون لأول مرة مع المنتخب العراقي في مباراة الفريق التي انتهت بالتعادل السلبي ضد قطر، وذلك ضمن بطولة الأردن الدولية 2023.
في أبريل 2024، ظهر سعدون ضمن تشكيلة منتخب العراق تحت 23 عامًا في بطولة كأس آسيا تحت 23 عامًا 2024. في المباراة الأخيرة من دور المجموعات ضد السعودية، حصل على ركلة جزاء لفريقه وسجل هدف الفوز للعراق، انتهت المباراة بفوز العراق 2-1، مما أهّل العراق إلى ربع النهائي كمتصدر للمجموعة رغم خسارته في المباراة الأولى. وواصل سعدون المشاركة مع الفريق الذي أنهى البطولة في المركز الثالث، مما أهّله للألعاب الأولمبية 2024.

## الاحصائيات

### دولياً
آخر تحديث  28 مارس 2024.
| المنتخب الوطني | السنة   | المباريات | الأهداف |
| -------------- | ------- | --------- | ------- |
| العراق         | 2023    | 3         | 0       |
| العراق         | 2024    | 0         | 0       |
| المجموع        | المجموع | 3         | 0       |

## روابط خارجية
مصطفى سعدون  على سكروي